# 佩差拉·拉达纳冯
佩差拉·拉达纳冯亲王（1890年1月19日—1959年10月14日），老挝政治家、民族主義者，人稱老挝獨立之父。1941年至1945年期間擔任老挝首相。1945年至1946年期間擔任老挝國家元首。
他是琅勃拉邦副王汶孔长子，也是梭发那·富马亲王和苏发努冯亲王的哥哥。

## 生平
曾在西貢的沙瑟卢·洛巴公立学校（今黎贵惇普通中学）和巴黎的蒙田公立学校求學，后来在牛津大学学习一年。
1912年回國。1914年，担任法国驻万象领事的高级顾问和翻译。1923年开始负责原住民事务。在琅勃拉邦副王汶孔去世后，他并没有继承副王之位，然而他拥有很大权威和受欢迎程度，因此取得了“万象国王”的绰号。直到1931年，他才被授予副王头衔。
佩差拉亲王执政期间，致力于行政系统以及民事、刑事司法系统的现代化。他增加公职人员队伍中的老挝人的数量，这是以牺牲越南人所占数量作为代价的。他反对越南人向老挝无限制地移民，努力使老挝在法属印度支那中保持独特的身份地位。他还鼓励自己的私人秘书Sila Viravong为Vat Chan佛寺收集老挝文文献，许多文献是在曼谷国家图书馆中找到的。
1941年，法国由于在欧洲战败而实力被削弱，在第二次泰法战争结束后，维希法国被迫将湄公河西岸割让给泰国。为了补偿琅勃拉邦的领土损失，维希法国扩大了琅勃拉邦国王的权力，使其有权组建政府，佩差拉亲王成为了首相。为对抗泰国和日本在印度支那的宣传，维希法国支持老挝文化的发展。
1945年3月，大日本帝国发动三九政变占领印度支那后，敦促越南、柬埔寨、老挝独立。越南皇帝保大和柬埔寨国王西哈努克都宣布独立，唯独老挝国王西萨旺·冯宣布效忠于法国。佩差拉谨慎地不反对日本，利用日本人的支持为老挝独立做准备，并反对同样要求日本支持的安南政府官员。同年4月，日本强迫老挝国王宣布独立后，佩差拉仍任首相。
1945年日本投降，法属印度支那陷入混乱之中，盟军指定中华民国派兵进入印度支那接受日本的投降。此时，佩差拉亲王身边围绕着由青年贵族和显贵组成的支持独立的团体，以万象为活跃中心，他们深信美国将支持老挝独立，而法国人不会回来。这与支持恢复法国殖民统治的西萨旺·冯意见完全相反。日本人在离开万象前将武器移交给了佩差拉。佩差拉向老挝各省发出电报，声称日本投降不会影响老挝的独立地位，警告他们抵制一切外国势力的干预。10月10日，国王解除了他的首相职务。随即，他与老挝民族主义者们发起老挝伊萨拉运动（意为“自由老挝”），控制了老挝全国，废黜西萨旺·冯的王位，任命佩差拉为国家元首，以苏发努冯亲王任外交大臣兼革命军总司令，梭发那·富马亲王任财政部长。
1946年4月，法国军队进攻老挝，他流亡到泰国，在曼谷领导老挝流亡政府。该组织于1949年解散，其前成员获得大赦并被允许返回老挝。
1957年3月，佩差拉结束流亡回到万象，获得老挝人的热烈欢迎。4月10日，他乘坐汽车前往琅勃拉邦，受到大批市民、政府官员、警察和军人的欢迎。4月16日他前往王宫谒见国王，国王恢复了他的副王的头衔。他访问了桑怒和丰沙里，苏发努冯象征性地提议将巴特寮重组的这两个省归还给老挝王国。国王给了他一套位于万象的官邸，但他更愿意住在琅勃拉邦的川圹王宫里。
1959年10月，培·萨纳尼空政府决定将佩差拉位于万象的官邸改为新任首相的官邸，将其在该官邸中的所有个人物品搬空，用船运回琅勃拉邦。这使得佩差拉非常不安，于10月14日因严重的脑溢血送入医院，随后不治去世，享年69岁。
因其在老挝十分受欢迎，不少老挝人将其视为夏克提或湿婆的化身，将他的画像悬挂在家中。

## 勳章
- 萬象及白傘勳章大十字勳位
- 拉贾米塔邦勋章（英语：Order of the Rajamitrabhorn）
- 白象勳章大十字勳位